# 路易·西尔万·戈马

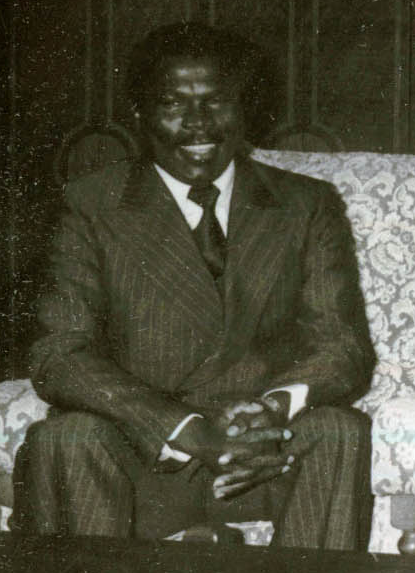
路易·西尔万·戈马

路易·西尔万·戈马（英語：Louis Sylvain Goma，生於1941年6月24日）是剛果共和國政治家，曾經在1975年12月18日至1984年8月7日期間擔任剛果共和國總理，而當時陸續接任剛果共和國總統者分別是馬里安·恩古瓦比、若阿基姆·雍比－奧龐戈和德尼·薩蘇-恩格索。後來在1999年至2012年期間他則擔任中部非洲國家經濟共同體秘書長，而自2013年開始他則擔任剛果共和國駐巴西大使。